# Championnat de Guinée-Bissau de football 2021-2022
Navigation
Édition précédente Édition suivante
La saison 2021-2022 du Championnat de Guinée-Bissau de football est la quarante-troisième édition de la Primeira Divisião, le championnat de première division en Guinée-Bissau. Les seize meilleures équipes du pays se retrouvent au sein d'une poule unique où elles s'affrontent à deux reprises. En fin de saison, les deux derniers du classement sont relégués et remplacés par les deux premiers de Segunda Divisião. 
Le Sporting Clube de Bissau est le tenant du titre.

## Déroulement de la saison
Après la saison 2020-2021 perturbée à cause de la pandémie de Covid-19, le championnat revient à une poule unique. À partir de cette saison le championnat se dispute avec seize équipes.
À la fin de la saison le Sport Bissau e Benfica termine à la première place et remporte son 13e titre de champion.

## Les clubs participants
- Sporting Clube de Bafatá
- Sporting Clube de Bissau
- Sport Portos de Bissau
- Sport Bissau e Benfica
- FC Pelundo
- FC Sonaco
- União Desportiva Internacional de Bissau
- FC Canchungo
- Flamengo Futebol Clube
- Cuntum Futebol Clube
- Atlético Clube de Bissorã
- Clube de Futebol "Os Balantas"
- Binar FC - promu de D2
- AFC Cupelum de Cima - promu de D2
- Massaf SC - promu de D2
- Os Arados FC - promu de D2

## Compétition

### Classement
Le classement est établi sur le barème de points suivant : victoire à 3 points, match nul à 1, défaite à 0.
| Rang | Équipe                     | Pts | J  | G  | N  | P  | Bp | Bc | Diff |
| ---- | -------------------------- | --- | -- | -- | -- | -- | -- | -- | ---- |
| 1    | Sport Bissau e Benfica     | 62  | 30 | 18 | 8  | 4  | 55 | 16 | +39  |
| 2    | Sporting Clube de Bissau T | 61  | 30 | 18 | 7  | 5  | 50 | 17 | +33  |
| 3    | FC Canchungo               | 52  | 30 | 14 | 10 | 6  | 38 | 29 | +9   |
| 4    | FC Sonaco                  | 46  | 30 | 11 | 13 | 6  | 35 | 27 | +8   |
| 5    | Cuntum Futebol Clube       | 45  | 30 | 11 | 12 | 7  | 31 | 27 | +4   |
| 6    | CF Os Balantas             | 44  | 30 | 12 | 8  | 10 | 26 | 29 | -3   |
| 7    | UDI Bissau                 | 41  | 30 | 10 | 11 | 9  | 34 | 30 | +4   |
| 8    | Sport Portos de Bissau     | 36  | 30 | 10 | 6  | 14 | 30 | 39 | -9   |
| 9    | Massaf SC P                | 36  | 30 | 10 | 6  | 14 | 28 | 37 | -9   |
| 10   | FC Pelundo                 | 35  | 30 | 9  | 8  | 13 | 31 | 35 | -4   |
| 11   | Sporting Clube de Bafatá   | 34  | 30 | 8  | 10 | 12 | 31 | 35 | -4   |
| 12   | Atlético Clube de Bissorã  | 33  | 30 | 7  | 12 | 11 | 28 | 41 | -13  |
| 13   | Flamengo Futebol Clube     | 31  | 30 | 6  | 13 | 11 | 19 | 24 | -5   |
| 14   | Binar FC P                 | 31  | 30 | 8  | 7  | 15 | 23 | 39 | -16  |
| 15   | Os Arados FC P             | 30  | 30 | 8  | 6  | 16 | 22 | 49 | -27  |
| 16   | AFC Cupelum de Cima P      | 28  | 30 | 7  | 7  | 16 | 25 | 38 | -13  |

|  | Champion                        |
|  | Relégation en deuxième division |
|  | P : Promu de deuxième division  |

## Bilan de la saison
| Championnat de Guinée-Bissau de football 2021-2022 |                                    |
| Champion                                           | Sport Bissau e Benfica (13e titre) |
| Qualifications continentales                       |                                    |
| Ligue des champions de la CAF 2022-2023            | aucun                              |
| Coupe de la confédération 2022-2023                | aucun                              |
| Promotions et relégations                          |                                    |
| Promus en Primeira Divisião                        | FC Tigre de Fronteira              |
| Promus en Primeira Divisião                        | CDR Gabú                           |
| Relégués en Segunda Divisião                       | Os Arados FC                       |
| Relégués en Segunda Divisião                       | AFC Cupelum de Cima                |